# Скнятиново (сельское поселение Семибратово)
Скнятиново — село в Ростовском районе Ярославской области. Входит в состав сельского поселения Семибратово.

## История
Из указаний о бывшей здесь деревянной церкви есть на старой Следованной Псалтири запись против пасхалии 1633 года: « в сем году освящена была первый раз церковь с. Скнятинова»; на самой Псалтири, печатанной в 1703 г., внизу по листам помечено: «1704 г. ноября 4 дня куплена Псалтирь в село Скнятиново Ростовского уезда в церковь Успения Богородицы на прикладные деньги, при архимандрите Адриане и священнике тоя церкви Иоанне Никитине». Сельская каменная одноглавая церковь с колокольней во имя Успения Пресвятой Богородицы и св. Николая основана прихожанами в 1832 г., бывшая до того времени деревянная церковь разрушена в 1833 году. С 1881 года в селе была открыта сельская школа. 
В конце XIX — начале XX село входило в состав Угодичской волости Ростовского уезда Ярославской губернии. В 1885 году в селе было 58 дворов.
С 1929 года село входило в состав Филиппогорского сельсовета Ростовского района, с 1958 года — в составе Угодичского сельсовета, с 2005 года — в составе сельского поселения Семибратово.

## Население
| 1859 | 1914 | 2007 | 2010 |
| ---- | ---- | ---- | ---- |
| 284  | ↗400 | ↘0   | ↗1   |

## Достопримечательности
В селе расположена недействующая Церковь Успения Пресвятой Богородицы (1832).

## Скнятиново в культуре
В 1967 году в селе снимали эпизод из фильма "Голос Ильича".